# Eupolo di Tessaglia
Eupolo di Tessaglia (in greco antico: Εὔπολος?; Tessaglia, V secolo a.C. – Tessaglia, IV secolo a.C.) è stato un pugile greco antico.

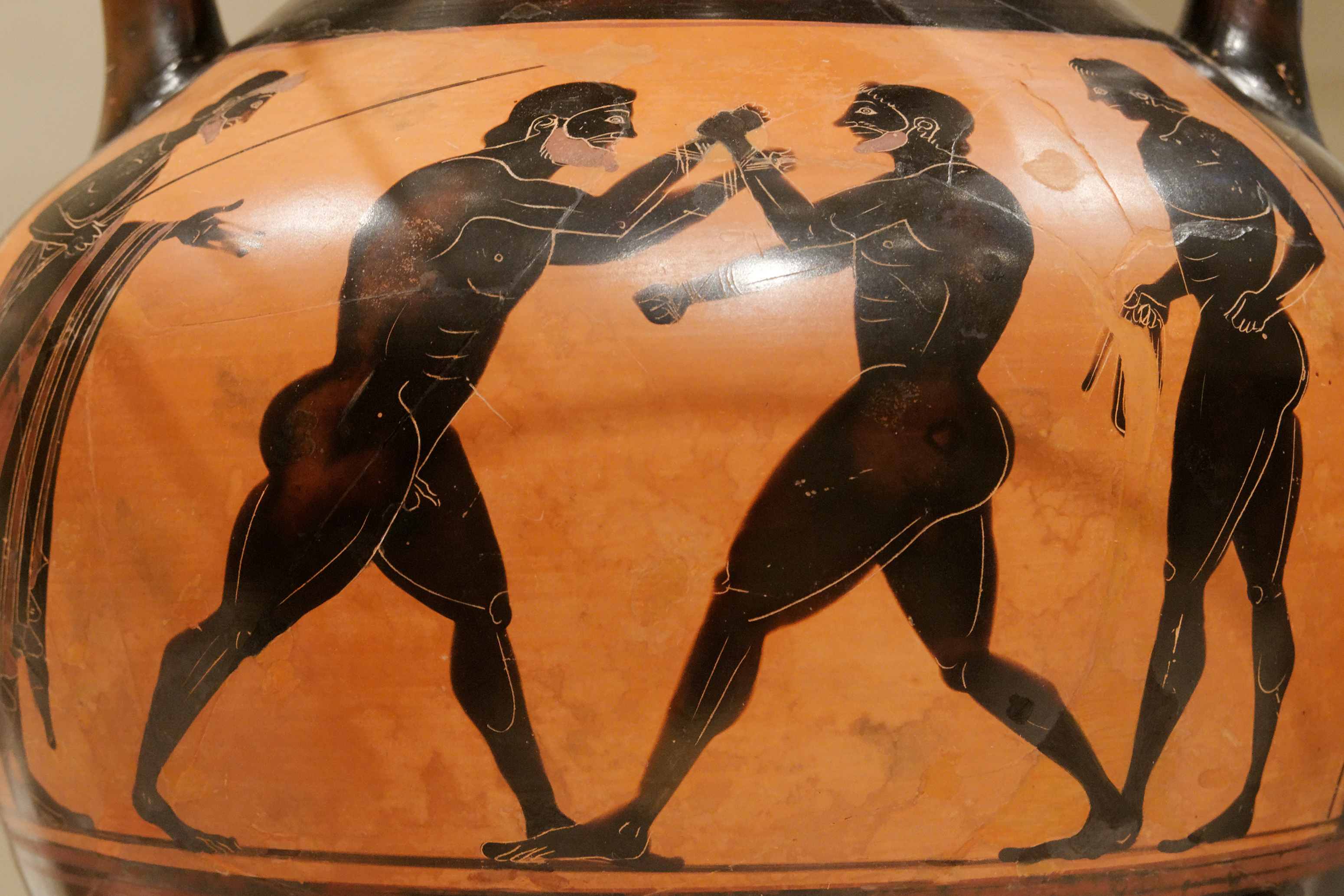
Un incontro di pugilato dipinto su un vaso

È noto per essere stato, nel 388 a.C., protagonista del primo caso di imbroglio nella storia delle Olimpiadi.

## Biografia
La storia di corruzione che lo vide coinvolto è raccontata da Pausania il Periegeta nelle sue Periegesi della Grecia.

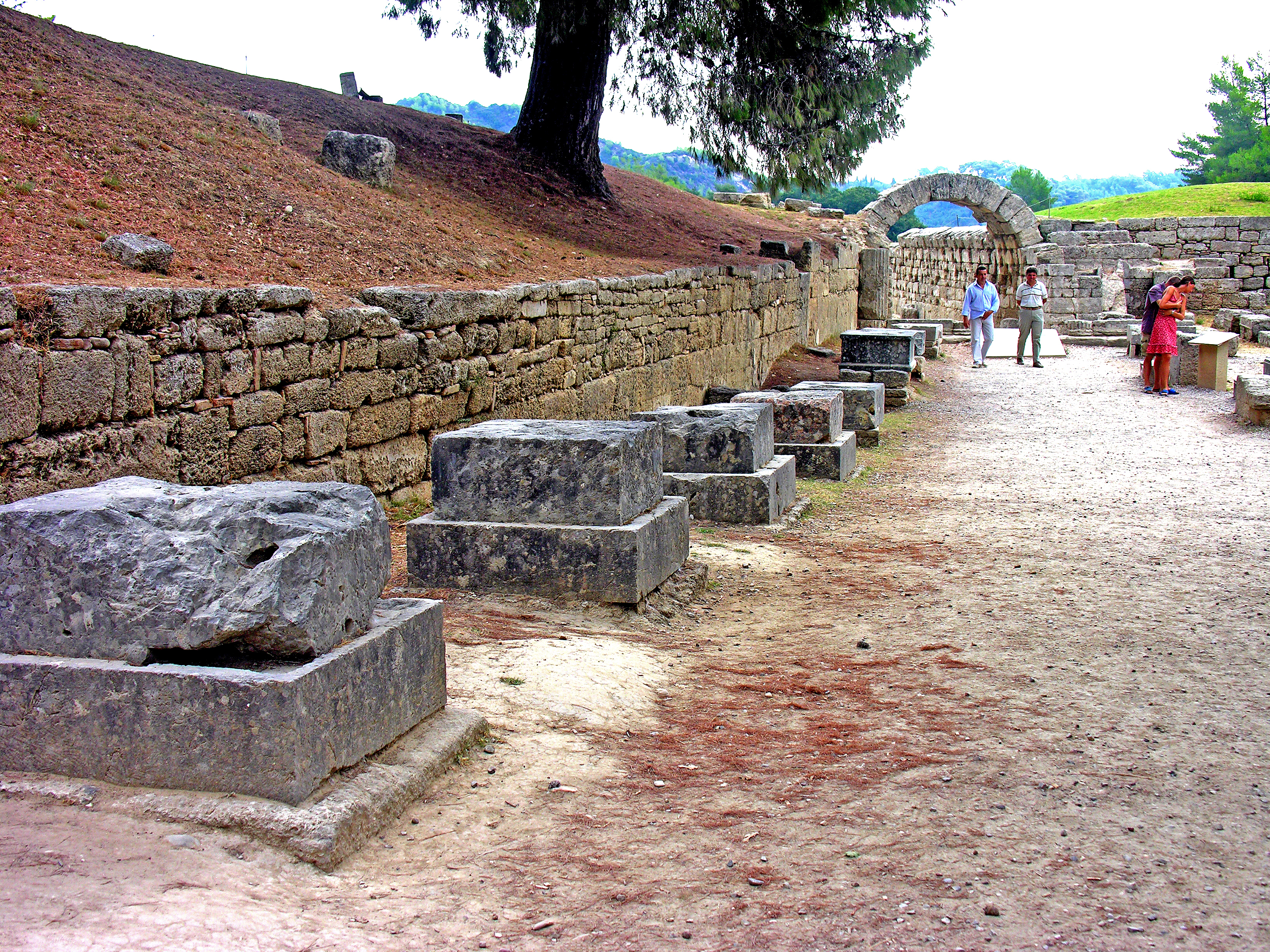
I piedistalli delle statue, oggi scomparse, edificate con i soldi ricavati dalle multe

### L'episodio
Eupolo partecipò alle Olimpiadi del 388 a.C. e, in tale occasione, corruppe tre pugili avversari (Agenore di Arcadia, Pritano di Cizico e Formione di Alicarnasso, quest'ultimo già vincitore nella precedente Olimpiade) affinché lo lasciassero vincere la gara; tuttavia, la facilità con cui i pugili avversari si lasciarono battere destò sospetti e l'imbroglio venne subito scoperto.

### La punizione
I quattro pugili coinvolti furono ritenuti colpevoli e vennero multati. Con i soldi ricavati vennero costruite, di fronte allo stadio di Olimpia, sei statue bronzee in onore di Zeus a memoria di questo episodio; due di queste statue furono realizzate dal noto scultore Cleone di Sicione.
Delle sei statue, quattro avevano precisi significati: la prima simboleggiava il fatto che i pugili dovessero essere ricordati per la rapidità dei piedi e la forza del corpo, e non per quanti soldi possedessero, altre due statue schernivano i tre pugili che avevano accettato l'illecito compenso, mentre l'ultima statua ammoniva i pugili affinché non disonorassero gli dei e i giochi sacri. Ovviamente, queste statue, oltre a umiliare i colpevoli, erano state esposte per scoraggiare gli atleti a compiere in futuro simili gesti, perché sarebbero stati facilmente scoperti.
Pausania, a riguardo di questo episodio, affermò di essere meravigliato per il fatto che l'uomo avesse così poco rispetto per gli dei di Olimpia da compiere un imbroglio simile.

## Altri casi di corruzione
Questo episodio fu assai importante per la storia antica, poiché Eupolo compì un atto che si verificò innumerevoli altre volte nelle Olimpiadi successive, aprendo di fatto la strada agli imbrogli nei giochi olimpici.

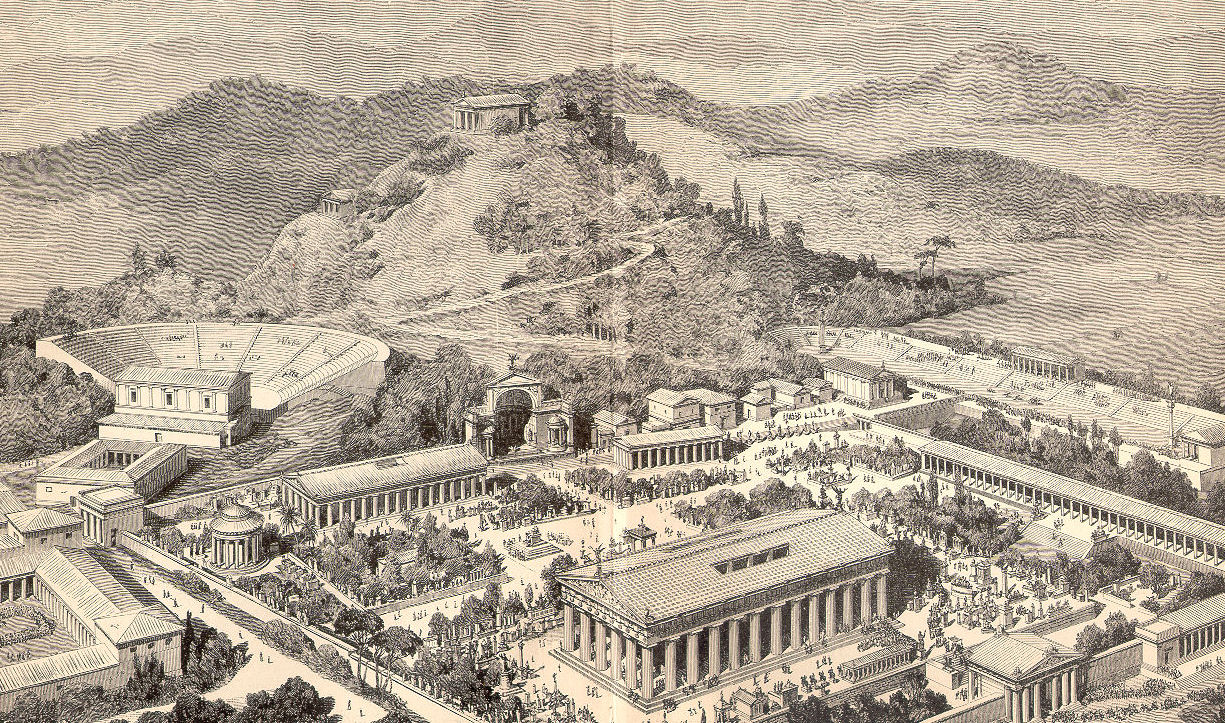
Una ricostruzione degli impianti sportivi della città di Olimpia

### Callippo
Sono diversi gli esempi di altri atleti greci, successivi a Eupolo, che hanno compiuto atti simili. Un noto caso è quello del pentatleta ateniese Callippo, il quale, nel 332 a.C., aveva corrotto il suo avversario alla stessa maniera di Eupolo e per questo era stato multato dai giudici elei. A questo punto gli ateniesi mandarono l'oratore Iperide a pregare gli elei di rimuovere la multa, ma essi si rifiutarono, dato che la colpevolezza di Callippo era chiara. Gli ateniesi a questo punto vollero boicottare le Olimpiadi, ma quando i sacerdoti delfici minacciarono di non offrire più il loro oracolo agli ateniesi, essi si trovarono costretti a pagare la multa e, proprio come con Eupolo, i soldi ricavati furono utilizzati per costruire altre statue di fronte allo stadio di Olimpia. Nonostante il fatto che Callippo fosse appena stato scoperto e multato, la sua vittoria alle Olimpiadi non venne revocata, perché a quei tempi la punizione non cambiava il risultato delle gare, nonostante si venisse dichiarati colpevoli di corruzione.

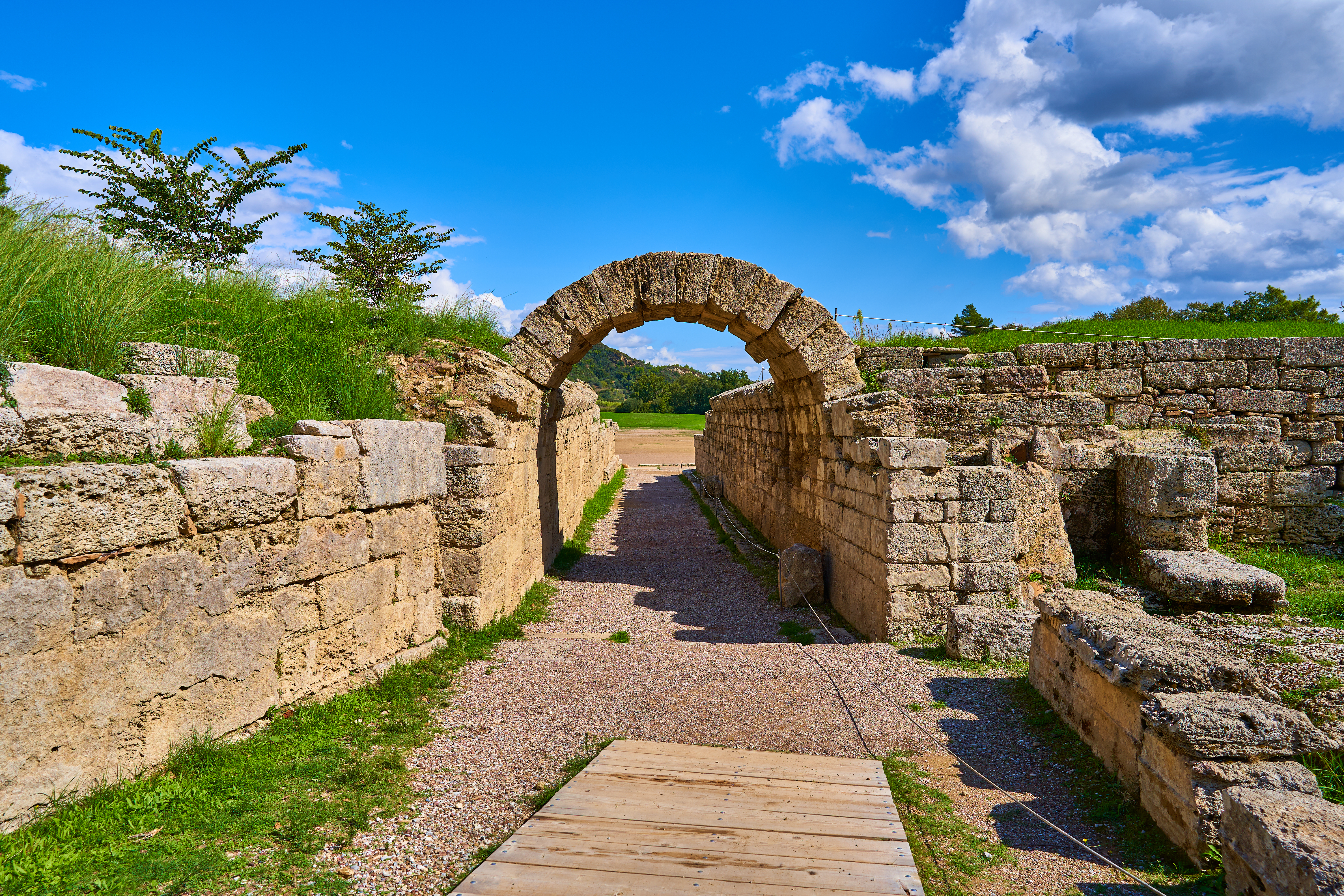
L'entrata dello stadio di Olimpia

### Polittone
Un altro caso è quello dell'atleta Polittone, avvenuto nel 12 a.C. Suo padre, convinto che Polittone avrebbe trionfato alle Olimpiadi, corruppe il padre di un avversario per far partecipare suo figlio al posto di quello altrui. In questa maniera, l'atleta riuscì a gareggiare al posto di Sosandro Smirneo, vincendo la gara ma venendo poi scoperto. Interessante è il fatto che vennero puniti solo i padri, mentre Polittone non dovette pagare alcuna multa, mantenendo inoltre la sua vittoria.
Sono inoltre stati testimoniati altri casi di corruzione, diversi però da quelli finora descritti, in quanto si tratta di atleti che vennero pagati per gareggiare per un'altra città, diversa da quella di origine. Questa cosa non venne ovviamente apprezzata dalle loro città-Stato natali e, per questo, tutti questi atleti vennero banditi dalla loro patria.